# 黃俊焰
黃俊焰（10月20日—），馬來西亞創作歌手。2010年11月在網路上傳自彈自唱的影片而受到網民的注意。隨後被唱片公司相中，開始出道。

## 簡介
7歲開始唱歌的黃俊焰，立志長大后要成爲一名歌手。於是參加了大大小小的歌唱比賽。高中畢業后，被前老闆（黎昇銘）相中，隨後成爲發片歌手。黃俊焰自小學習古典鋼琴，也精古箏/鍵盤/爵士鼓等等。無師自通的他，16歲開始創作。除了忙於演藝圈的事業，20歲也開始從事音樂教育的工作，亦擔任大大小小國內歌唱比賽評審。目前也主持網路節目及各大活動。

## 音樂作品

### 專輯
- 2011年1月：《男人·男生的過程》

（與黎昇銘合輯）
- 2011年4月15日：《超乎你想像》

（與黎昇銘合輯）
- 2011年9月：《響焰》

售票音樂會 LIVE DVD
- 2012年4月：《最重要的人》單曲DVD
- 2013年10月20日：《爱没有不对》

## 創作作品列表

### 2008年
- 莊惟翔 - 我會記得（曲）
- 黎昇銘 - 美麗樂花園、你我一家、財神（曲）

### 2009年
- 張棟樑 - 說你也一樣愛著我（曲）
- 黎昇銘 - 信仰、極樂是我家（曲）
- 學佛快樂營 - 安心貝兒、威儀歌（曲）

### 2010年
- Friendz - 因為愛你（曲）
- 曾玟瑋 - 煮要任務（曲）
- 馬來西亞佛總主題曲 - 佛總五十（曲）

### 2011年
- 林國偉 - 愛情獨秀（曲）
- 東方天使 - 天使之星（曲）
- 黃俊焰 - 不再不在、星星项链、怎么又是你（曲）

### 2012年
- 陳凱旋 - 再見昨天（曲）
- 黃俊焰 - 最重要的人（曲）

### 2013年
- 鄧養天 - 保護色（曲）
- 黃俊焰 - 说好要到的地方、爱没有不对、外人、幸福终点（曲）

### 2014年
- Joe曾耀祖、Alex鐘國強 - 玩返轉（曲）

## 獎項
| 年份 | 獎項                                                                                    |
| ---- | --------------------------------------------------------------------------------------- |
| 2008 | - 入圍第一屆金視獎最佳電視主題曲——莊惟翔《我會記得》（作曲）                            |
| 2009 | - 入圍娛協獎2010 二十大本地金曲——張棟樑《說你也一樣愛著我》（作曲）                     |
| 2011 | - 入圍娛協獎2012最佳電視主題曲獎——林國偉《愛情獨秀》（作曲） - 入圍娛協獎2012最佳新人獎 |

## 參演MV

### 2009年
- 曾潔鈺《MR RIGHT不要耍賴》

### 2012年
- 林國偉《問》

## 外部連結
- 黃俊焰的Facebook專頁

- 黃俊焰的Instagram帳戶